# 松山町 (宇部市)
松山町（まつやまちょう）は山口県宇部市の地名。現行行政町名で松山町一丁目から松山町五丁目まで設置されている。住居表示施行地域。郵便番号は755-0026（宇部郵便局管区）。

## 地理
宇部市の中心市街地から南東方面へ帯状に広がる。北西側に常盤町、北東側に常藤町・東新川町・芝中町・東芝中町・末広町、南西側に錦町・昭和町、南側に岬町が接する。
地域内は商業地域および住宅地となっており、国道190号沿線に中規模マンションや商店・事務所などが立ち並ぶ。地区に接する国道190号および国道490号には、それぞれ松山通り、参宮通りの愛称がある。
かつて松山町一帯は、炭鉱に沿って帯状に発達した宇部市の中心市街地の一角を占め、宇部岬駅周辺などは東見初炭鉱への通勤者でにぎわっていた。1945年（昭和20年）の空襲では周辺地域とともに大きな被害を受け、多くの家屋が焼失した。
戦後、一丁目と二丁目は戦災復興都市計画により土地区画整理事業が行われ、広幅員道路をもつ近代的街区に更新されたが、三丁目・四丁目・五丁目は戦前の区割りが残存し、炭鉱閉山以降は急速に衰退。2000年（平成12年）に宇部市が策定した「宇部市中心市街地活性化基本計画」においては、松山町自体が「中心市街地」の範囲外となった。

## 歴史

### 沿革
- 1923年（大正12年）8月1日 - 宇部岬駅が開業。
- 1950年（昭和25年） - 戦災復興都市計画により一丁目と二丁目の現在の街区が完成。
- 1967年（昭和42年） - 一丁目に宇部市勤労青少年会館が開館。
- 2000年（平成12年）10月 - 現在の神原ふれあいセンターが完成。

## 主な施設
| - 宇部市神原ふれあいセンター - 宇部市勤労青少年会館 - 宇部警察署見初交番 - 宇部市立見初小学校 - 宇部市立岬小学校 - 大林組宇部事務所・山口工事事務所 - 第一生命保険宇部支部 - 東京屋クリーニング本社 - ドコモショップ宇部店 - マツダレンタカー宇部店 | - 朝銀西信用組合宇部支店 - セブンイレブン宇部松山町店 - 宇部商工会議所 - 宮大路公園 - 社会民主党宇部支部 |

## 交通

### 鉄道
- JR西日本東新川駅もしくは宇部岬駅で下車。

### 路線バス
- 宇部市交通局 「商工会議所前」「松山町二丁目」「松山町四丁目」「松山町五丁目」バス停のいずれかで下車。